# HD 93129A

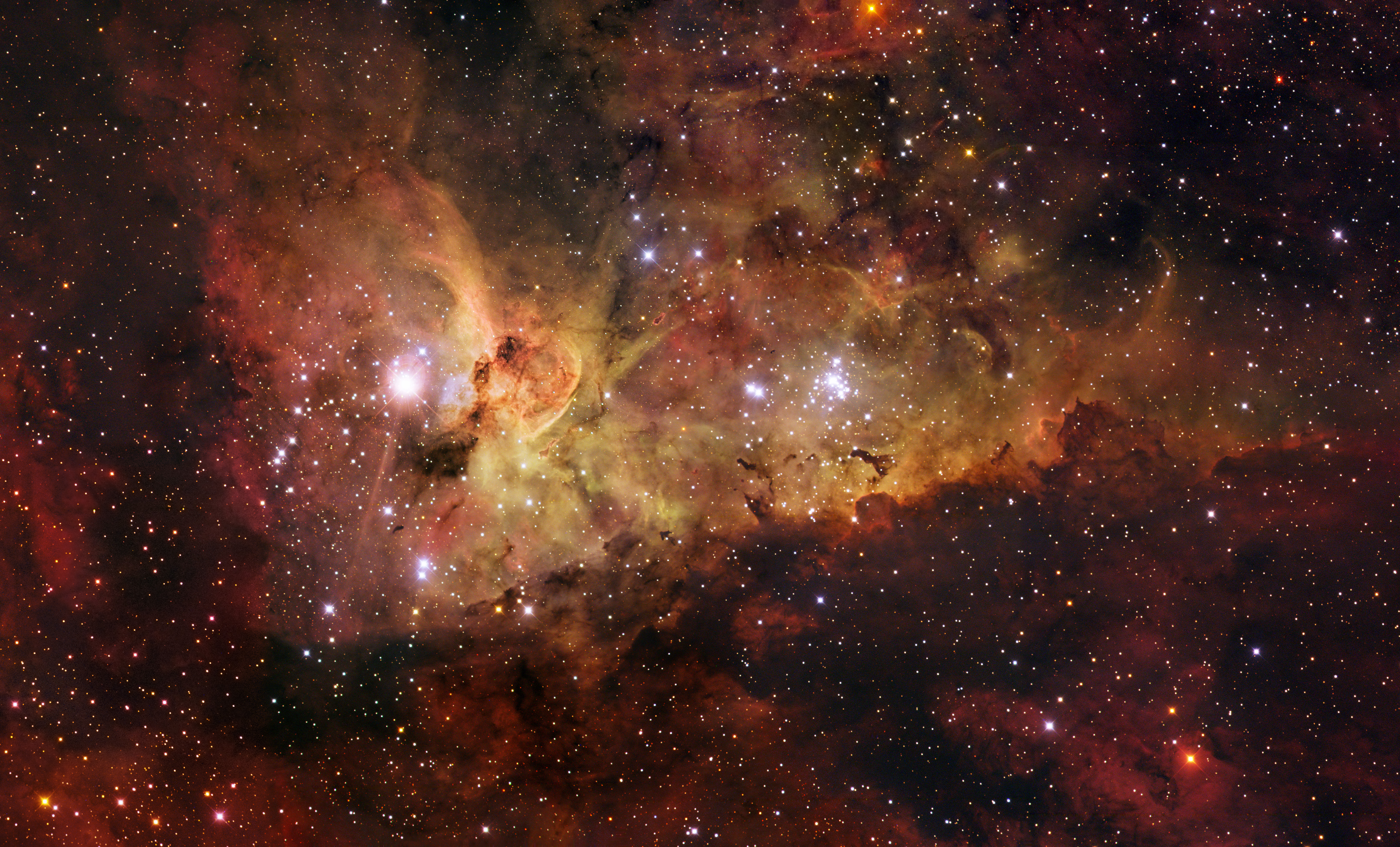
La nebulosa de Carina

HD 93129 (CPD-58 2618) és un sistema estel·lar a la constel·lació de Carina situat a uns 7500  anys llum de distància de la Terra. Es troba a la Nebulosa de la Quilla (NGC 3372) a prop d'Eta Carinae, dins del cúmul estel·lar Trumpler 14.
HD 93129 és un dels sistemes estel·lars més massius que es coneixen, format per almenys tres estrelles blaves molt lluminoses. L'estrella principal,HD 93129 Aa, és una estrella blava supergegant de tipus espectral O2 If. Noteu que tot i la seva classe de lluminositat de supergegant (I) es creu que HD 93129Aa està encara en la seqüència principal, és a dir, cremant hidrogen en el seu nucli. És una estrella molt calenta, amb una temperatura efectiva propera als 45 000  K. La seva massa és d'aproximadament 100-120 masses solars i la seva edat s'estima en menys de 2 milions d'anys.
Observacions dutes a terme a partir del 2002 amb el Telescopi Espacial Hubble han posat de manifest que HD 93129 Aa té una estrella companya, HD 93129 Ab, situada a menys de 0, 1 segons d'arc (230 ua). La distància al cel entre les dues estrelles d'aquesta estrella binària està disminuint, havent passat en una dècada d'uns 0,070 segons d'arc a uns 0,040 segons d'arc a conseqüència del seu moviment orbital. HD 93129Ab podria tenir una massa propera a les 70 masses solars. La interpretació de recents observacions d'ones de ràdio i raigs X d'HD 93129 Aa + Ab sembla indicar que els vents estel·lars de les dues estrelles estan col·lidint.
L'altra component del sistema, HD 93129 A, és també una estrella blava de tipus espectral O3.5 V, 1 milió de vegades més lluminosa que el Sol i amb una massa al voltant de les 80 masses solars. La separació entre HD 93129 Aa + Ab i HD 93129B és de 8000 ua.